# Rojewo (powiat rypiński)
Rojewo – wieś w Polsce położona w województwie kujawsko-pomorskim, w powiecie rypińskim, w gminie Rogowo.

## Podział administracyjny
W latach 1975–1998 miejscowość należała administracyjnie do województwa włocławskiego.

## Demografia
Według Narodowego Spisu Powszechnego (III 2011 r.) liczyła 255 mieszkańców. Jest siódmą co do wielkości miejscowością gminy Rogowo.

## Historia
Rojewo pod koniec XIX w.:
W Słowniku Geograficznym Królestwa Polskiego i innych krajów słowiańskich, Warszawa 1888, t.9, s 699. podano, że wieś Rojewo w 1883 roku obejmowała obszar 745 mórg (417 ha), z tego 237 mórg przypadało na folwark. W rzeczywistości wieś miała powierzchnię 677 ha, a więc 260 ha było tak zwanej ziemi ukrytej. Dokładny pomiar geodezyjny wsi został dokonany dopiero w 1963 roku.